# Fredrik Sixten
Fredrik Sixten (* 21. Oktober 1962 in Skövde) ist ein schwedischer Komponist.
Sixten machte seinen Bachelor of Arts an der Königlichen Musikhochschule Stockholm, wo er von 1982 bis 1993 studierte. Er hat dort Komposition bei Professor Sven-David Sandström studiert. Von 1997 bis 2001 war er Dirigent des Knabenchors von Göteborg. Von 2001 bis 2013 war er Organist am Dom zu Härnösand. Anschließend wurde er zum Chordirektor an den Nidarosdom in Trondheim berufen. Seit August 2014 arbeitet er als freischaffender Komponist. Fredrik Sixten hat viel Chormusik und drei Oratorien für Chor und Orchester komponiert. Er gilt in Schweden als einer der meistgespielten Komponisten zeitgenössischer Kirchenmusik. Im Jahr 2016 komponierte er die Oper W – The Truth Beyond, ein Werk über Kommissar Wallander, uraufgeführt am 15. Juli 2016 in Tübingen.

## Diskographie (Auszug)
- 1998: Med Lust Och Fagring Stor – Sommarens Sanger Och Psalmer, Naxos
- 2000: Bred Dina Vida Vingar, Naxos
- 2008: En Svensk Markuspassion, Künstler Maria Magdalena Motettkor, Komponist Fredrik Sixten, Pohjanen, Caprice (SunnyMoon Distribution)
- 2008: Mysterium, Music for choir by Fredrik Sixten, Ragnar Bohlin Vocal Ensemble, Pid

## Auszeichnungen
- 1991: Gehrmans/Sensus Composer Award
- 2007: Gusav Auléns Prize Fund
- 2008: Stipendium der Axel Munthe Foundation für 3 Wochen in der Villa Saint Michele, Capri
- 2009: Stockholm Music Association: "Composer of the Year" 2010

Quelle: